# Yesugei
Yesügei (Yesugei-Baghatur o Yesükhei) (c.  1134 - 1171) fue un antiguo líder o Khan del clan mongol Kiyand y un importante jefe de la confederación Khamag Mongol, a mediados del siglo XII. Además fue el padre de Temüjin, más tarde conocido como Gengis Kan. Pertenecía a la familia Borjigin, y su nombre significa literalmente «como nueve», lo que significa que tenía las auspiciosas cualidades del número nueve, un número de la suerte para los mongoles.

## Biografía
Nacido y criado en una sociedad feudal tribal, Yesügei era el tercer hijo de Bartan Baghatur, que era el segundo hijo de Qabul Kan. Qabul fue reconocido como qagan por la dinastía Jin, tras haber hostilizado las fronteras con la China yurchen. Qabul Kan fue, a su vez, bisnieto del jefe mongol Qaidu, el primero en tratar de unir a todos los mongoles. La primera y principal esposa de Yesügei, Hoelun, una hija del pueblo del bosque de Olkhunut, fue secuestrada por Yesügei con la ayuda de sus hermanos Negün Taishi y Daritai Otchigin, y la del recién casado esposo de ella, Chiledu de la confederación tribal Merkita. Yesügei secuestró a Hoelun debido a su belleza e indicaciones físicas de fertilidad. A
Después de la muerte de Hotula Kan, líder de la confederación Khamag Mongol y hermano menor de Bartan, en 1161, la confederación no tuvo un rey elegido, pero Yesügei gobernó de facto la confederación. Yesügei tenía un hermano de sangre, o anda, Toghrul Kan (más tarde conocido como Wang Khan y Ong Khan). Yesügei ayudó a Toghrul a derrotar a su tío Gurqan. Después de la muerte de Yesügei, Toghrul inicialmente ayudó a Temüjin a arreglar su matrimonio con Börte y unir las tribus, pero más tarde desertó al rival de Gengis, Yamuja.
En 1171 Yesügei murió cuando su hijo Temüjin tenía nueve años. La historia secreta de los mongoles registra que fue envenenado cerca de un pozo de agua, por sus enemigos tártaros mientras compartía una comida en una boda en el camino a casa después de dejar a su hijo Temüjin en la casa de Dai Setsen, un noble de la tribu Qongirad, cuando los dos padres, Yesügei y Dai Setsen, acordaron que sus hijos, Temüjin y Börte, se casarían en el futuro. Yesügei murió tres días después en su casa con la presencia de su familia y de sus sirvientes.

## Legado
Durante el reinado de la dinastía Yuan, se le dio el nombre de templo de Liezu (chino:烈祖; literalmente, Fundador ardiente) y el nombre póstumo de Shenyuan Huangdi (chino:神 元; literalmente, Primer Emperador Sobrenaturalmente).
Tras la muerte de Yesugei Bagatur, Targudai Kiriltug, de los Taichuud, usurpó el poder político de Yesugei, dejando al joven Temüjin junto a su madre y sus hermanos sin apoyo y posibilidades de subsistencia.

## Familia
Yesügei tuvo dos esposas y 6 hijos.
Su esposa principal y favorita era Hoelun, perteneciente a una tribu llamada Olkhunut, y de ella fue padre de cuatro hijos y una hija:
- Temüjin o Gengis Kan (c. 1162 - 1227);
- Jöchi Qasar (c. 1164 - 1214/19), fundador del clan mongol Qasar;
- Qajiun (c. 1166 - aprox. 1227), fundador del clan mongol Qajiun;
- Temüge (c. 1168 - 1246), fue ejecutado por orden de su sobrino nieto Guyuk, tras intentar en vano apoderarse del trono mongol;
- Temülin (c. 1170 - aprox. 1220), casada con Botu, de la tribu Ikires.

Su segunda esposa fue Sochigel, y de ella fue padre de dos hijos:
- Beqter (¿? - c. 1180), fue asesinado en una partida de caza por sus medio-hermanos Temüjin y Jöchi Qasar;
- Belgutei (c. 1161 – c. 1271), fue comandante y uno de los asesores predilectos de su medio hermano Gengis Kan